# Florencio de Holanda

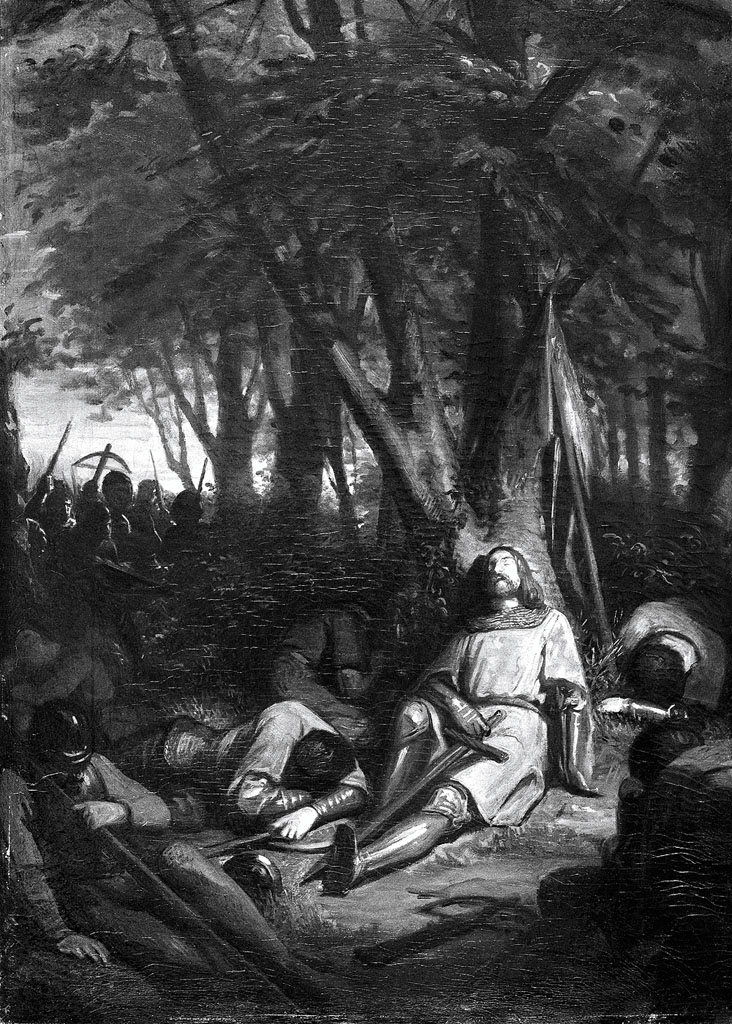
Muerte de Florencio de Holanda. Obra de Jacobus van Dijck.

Florencio I de Holanda (nacido en Vlaardingen - muerto el 28 de junio de 1061 en Güeldres (Gelderland), Países Bajos) fue conde de Holanda (que era llamada Frisia en ese momento) desde 1049 hasta 1061. Fue el hijo de Teodorico III y Otelindis.

## Biografía
Sucedió a su hermano Teodorico IV de Holanda, que fue asesinado en 1049. Después de la muerte funesta de Teodorico sus enemigos habían vuelto a la carga y se habían apoderado de todo el territorio en torno a Dordrecht; pero no disfrutaron de ello mucho tiempo, porque Godofredo, duque de Lorena acudió en su ayuda y pudo recuperar sus tierras al punto que, siguiendo el ejemplo de sus predecesores,  pronto hizo pagar derecho de tránsito a todas las mercancías que descendían o remontaban el río Mosa.
Guillermo, obispo de Utrech, que consideraba a Florencio injusto poseedor del territorio de Dordrecht, empleó todo su crédito en la corte imperial para convencer  a  la emperatriz Inés de Poitou, viuda de Enrique III el Negro, para que declarara la guerra al conde de Holanda. Pronto entraron en campaña las tropas de los obispos de Lieja y Colonia, así como las de los condes de Lovaina y Kuik y las del marqués de Brandeburgo.
Varios castillos le fueron arrebatados y una sola batalla iba a decidir la suerte de Florencio y posiblemente aplastar para siempre su débil potencia. El conde sabía que solamente con el valor no podría suplir su inferioridad numérica, por lo que recurrió a la astucia. Habiéndose retirado a Dordrech, donde preveía que iba a ser atacado, fingió no atreverse a salir de la fortaleza para atraer fácilmente a sus enemigos. Sin embargo, había hecho cavar fosas profundas en el lugar que iba a ser campo de batalla. Cubrió los pozos con débiles ramas de árboles recubiertas a su vez con una ligera capa de hierba, de forma que ocultaba a los enemigos la vista de las trampas. Prontamente el falso terreno se hunde bajo el peso de los caballos; la caída de las primeras filas arrastra a las que les siguen, atropellándolas y siendo a su vez aplastadas.  El desorden y el pavor de apoderan de todo el ejército atacante y Florencio, aprovechando el momento, cae con los suyos sobre estas tropas aplastadas  y confusas haciendo una horrible masacre. Consigue, pues, una fácil victoria que le devuelve todos los territorios que le habían sido arrebatados.
Los aliados, queriendo reparar la vergüenza de su derrota, vuelven de nuevo a la carga en 1061. El conde, encontrándose en mejor estado que antes para hacerles frente, marcha a su encuentro. Los dos ejércitos se enfrentan entre el Mosa y el Waal cerca de la villa de Hemert (Nederhemert), en una sangrienta batalla de la que Florencio sale victorioso logrando poner en fuga al enemigo.
Sin embargo, esta victoria le resultó tan funesta como a su hermano Teodorico. En efecto, el conde, fatigado por el combate, se adormeció a la sombra de unos árboles, a poca distancia del campo de batalla.  El señor de Kuik, que había tenido tiempo de reunir a sus tropas dispersadas, logró sorprenderle en ese estado y le mató con el apoyo de gran número de los suyos.

## Matrimonio y descendencia
Se casó  hacia 1050 con la princesa Gertrudis de Sajonia, hija de Bernardo II de Sajonia y Eilika de Schweinfurt, y tuvo al menos tres hijos con ella:
- Teodorico V (Vlaardingen, ca. 1052 - m. 17 de junio de 1091).
- Berta (n. ca. 1055 - Montreuil-sur-Mer, 1094), que se casó con Felipe I de Francia en 1072.
- Florencio (n. ca. 1055) era canónigo de Lieja.

Gertrudis se casó luego en 1063 con Roberto el Frisón, conde de Flandes, que también actuó como tutor de los hijos de su matrimonio anterior y como regente de su hijastro hasta 1071.